# Bezirksmuseum Liesing

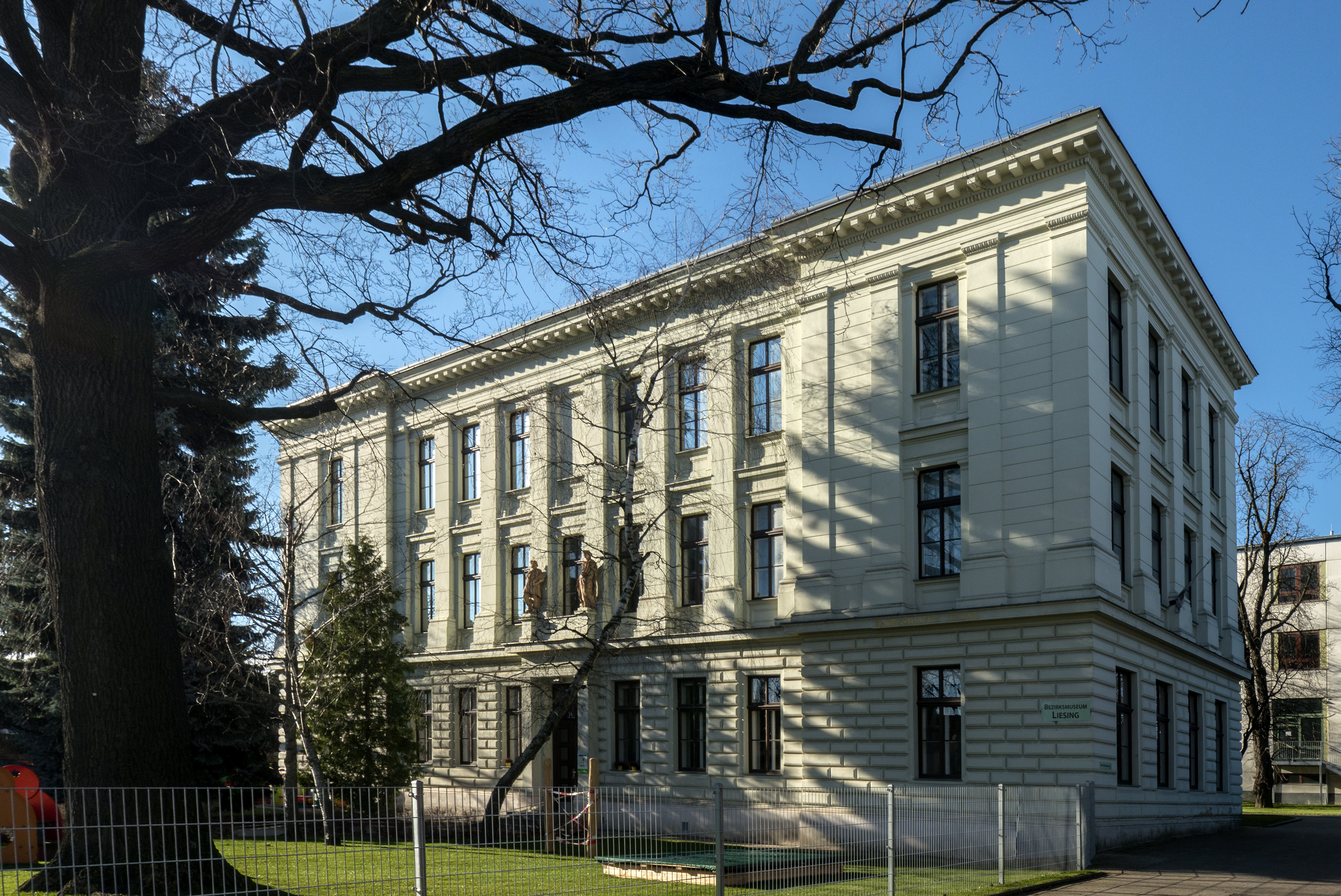
Die 1884 erbaute ehemalige Schule

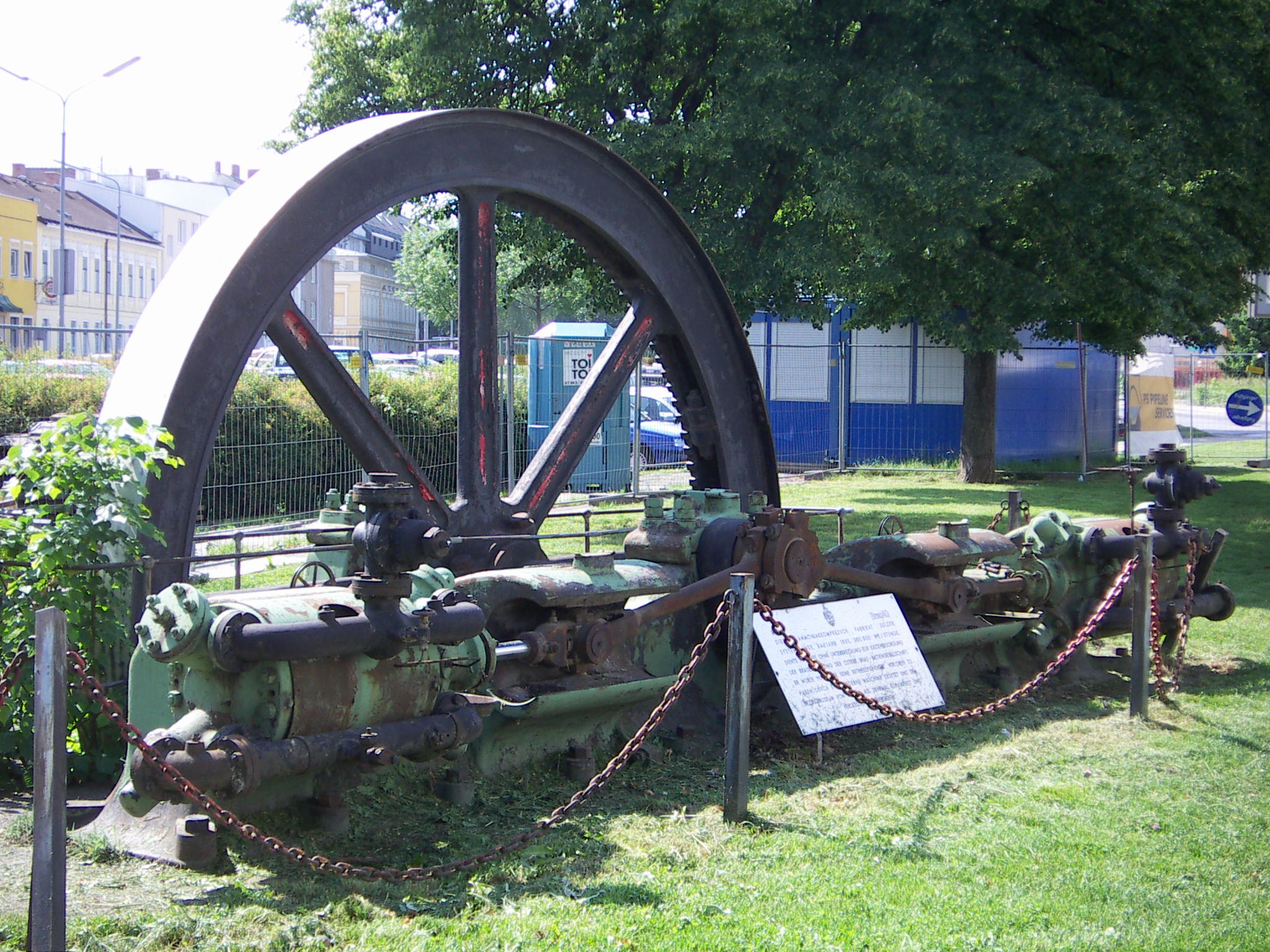
Ein Ammoniakkompressor aus der Brauerei Liesing, war von 1976 bis 2012 im öffentlichen Raum ausgestellt (Aufnahme aus dem Jahr 2009)

Das Bezirksmuseum Liesing ist ein dem 23. Wiener Gemeindebezirk Liesing gewidmetes Bezirks- und Heimatmuseum an der Adresse Canavesegasse 24.
Am Anfang der Geschichte des heutigen Museums stand der Liesinger Heimatforscher und Gerichtspräsident Anton Matzig (1862–1939), der eine erste kleine Ausstellung 1938 im Festsaal des Amtshauses an der Perchtoldsdorfer Straße 2 zeigte. Seiner Idee verpflichtet war auch Matzigs Schwiegersohn Oberlehrer Josef Ehn (1889–1959), der sich stark für die Urgeschichte interessierte. Am 8. Dezember 1953 kam es zur Gründung des Museumsvereins Liesing. Mitte der 1955 Jahre konnte das Museum zwei Räume im Amtshaus in Anspruch nehmen und den Festsaal für Ausstellungen nutzen. Die ur- und frühgeschichtliche Ausrichtung der Sammlung blieb auch unter Ehns Nachfolgern erhalten – das Museum verfügt über reiches Material von der Jungsteinzeit über die Römer bis zu den Awaren. Peter Schmidt, Museumsleiter seit 1983, gelang es, die Benützungsbewilligung für die unter Denkmalschutz stehende aber seit den 1970er Jahren leerstehende ehemalige Knabenvolksschule Atzgersdorf in der Canavesegasse 24 zu bekommen. Im Februar 1985 konnte dort die Ausstellung „100 Jahre Badner Bahn“ eröffnet werden. Nach einer Renovierung ab 1996 kam es zur Wiedereröffnung am 29. April 1998.
Neben einem frühgeschichtlichen Schwerpunkt zeigt das Haus eine historische Übersicht über die alten acht Orte des jüngsten und wohl heterogensten Stadtbezirks von Wien, dazu Volkskundliches, Puppen und Spielwaren des 20. Jahrhunderts; es erinnert an Persönlichkeiten wie den Bewohner Rodauns Hugo von Hofmannsthal und bietet eine Sonderausstellung zum Thema Eisenbahn. Insgesamt stehen dem Bezirksmuseum 680 m² Ausstellungs- und Veranstaltungsfläche zur Verfügung. Der langjährige Museumsleiter Maximilian Stony verstarb 2021. Seine Stellvertreterin Heide Liebhart führte die Geschäfte zunächst interimistisch weiter, ist jedoch mittlerweile offiziell Museumsleiterin.